# Antti Siltala
Antti Siltala (ur. 14 marca 1984 w Vieremä) – fiński siatkarz, reprezentant kraju. Gra na pozycji przyjmującego. W reprezentacji Finlandii, w której pełni funkcję kapitana, rozegrał 237 mecze.
Po sezonie 2021/2022 poinformował, że kończy siatkarską karierę.

## Sukcesy klubowe
Mistrzostwo Finlandii:
- 2005
- 2007, 2021, 2022[3]

Puchar Finlandii:
- 2006, 2022[4]

Puchar Belgii:
- 2008

Puchar CEV:
- 2008

Mistrzostwo Belgii:
- 2008

Mistrzostwo Francji:
- 2014

## Sukcesy reprezentacyjne
Liga Europejska:
- 2005

## Nagrody indywidualne
- 2007 - udział w Meczu Gwiazd fińskiej SM-liiga
- 2007 - najlepiej serwujący gracz w fińskiej SM-liiga